# Gens Pompilia
La gens Pompilia era una gens (clan familiare) romana di antichissima origine sabina, che dovrebbe annoverarsi tra le cento gentes originarie ricordate dallo storico Tito Livio.

## Storia
Analogamente a quello della gens Pompeia, il suo nome deriva dall'antica radice indoeuropea pump/funf, che significa "cinque/quinto" (comune anche al nomen Pomponius), e rappresenta la forma più arcaica del latino Quintus, numero ordinale usato come nome proprio, imposto normalmente al quinto figlio di una stessa famiglia. In latino si trova anche la forma Quintilius, con lo stesso significato.
Il personaggio più importante di questa gens è Numa Pompilio, secondo re di Roma. Vi sono pochi altri personaggi conosciuti con questo nomen in età repubblicana:
- Sesto Pompilio, tribuno della plebe nel 420 a.C.;
- Pompilio, eques amico di Catilina, menzionato da Cicerone.

Giova tuttavia ricordare che alcune importanti gentes vantarono la loro discendenza da due dei quattro figli che Numa Pompilio ebbe da Tazia (figlia di Tito Tazio), ovvero Pompo e Calpo, dai quali sarebbero discese rispettivamente la gens Pomponia e la gens Calpurnia.
Gli altri figli di Numa Pompilio furono Pino e Mamerco. Secondo alcuni studiosi Numa ebbe anche una figlia, presumibilmente di nome Pompilia, che andò in sposa ad un membro della Gens Marcia da cui ebbe Anco Marcio, il futuro Re di Roma, che quindi sarebbe stato nipote di Numa Pompilio. Tale rapporto di parentela verrebbe anche attestato dal fatto che alcuni magistrati monetali della Gens Marcia fecero coniare in età repubblicana un denario d'argento, che riportava insieme le effigi di Numa Pompilio e di Anco Marcio, onde esaltare le nobili e prestigiose origini sabine della Gens Marcia.